# Hôtel de ville de Liège
L'hôtel de ville de Liège, surnommé La Violette, est un bâtiment de la place du Marché à Liège construit dès 1714.
Intégré dans un ensemble architectural homogène, l'hôtel de ville de Liège domine la place du Marché et ses anciennes maisons aux étroites façades.

## Histoire
C’est en fait au XIIIe siècle que les magistrats chargés de l'administration communale, désireux d'affirmer leur indépendance à l'égard du prince-évêque, choisissent pour y tenir leurs réunions une maison bourgeoise de la place du Marché, désignée par son enseigne « La Violette ».

### La Violette

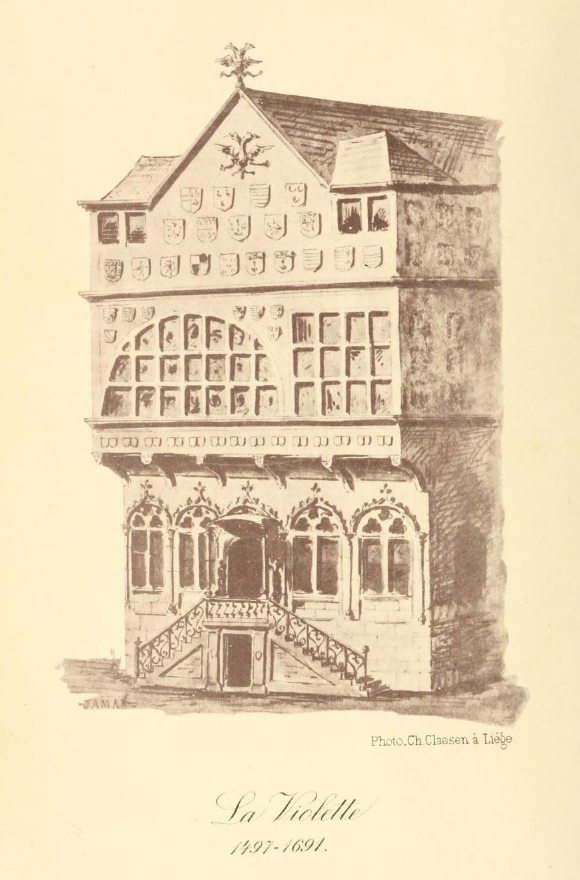
La Violette 1497-1691

La Violette était le lieu de l'élection des bourgmestres et de la publication des règlements communaux.
C'est la première Maison de ville, sise non loin du palais princier et face au Perron, le fier symbole des libertés liégeoises. Détruite et reconstruite à plusieurs reprises, elle va cependant rester fidèle à cet emplacement privilégié. 

### Destructions successives

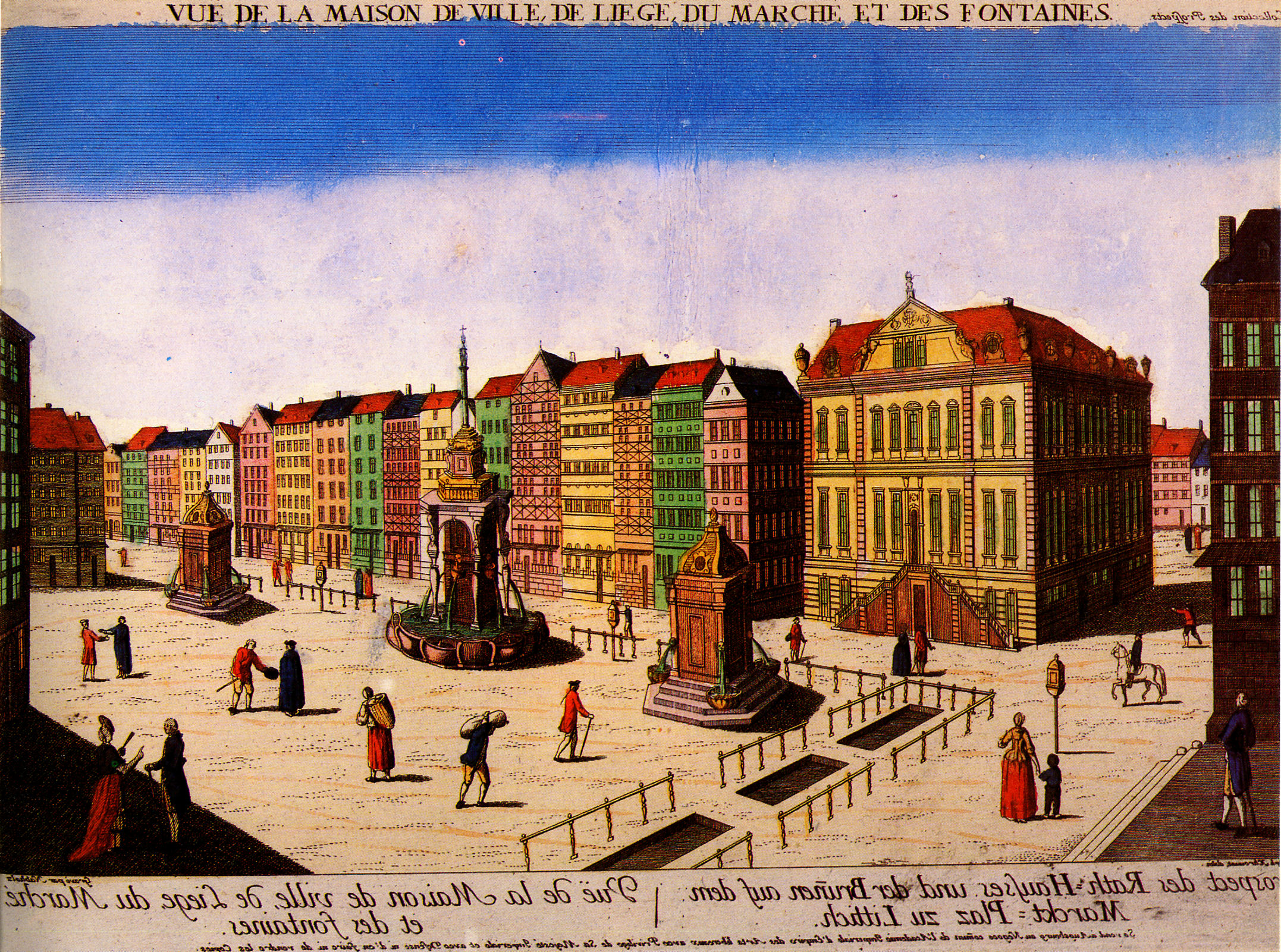
Place du marché vers 1738.

En effet, elle fut détruite en 1468 lors du sac de Liège par Charles le Téméraire,  rebâtie en 1480, elle subit en juin 1691 les bombardements de la ville par les troupes françaises, placées sous la conduite du maréchal de Boufflers, en réaction à la ligue d'Augsbourg (coalition des puissances européennes contre la politique agressive de Louis XIV). 
Toutes les maisons de la place du Marché et des rues avoisinantes furent alors réduites en ruine. Si le quartier fut rapidement reconstruit, il n'en fut pas de même pour l'hôtel de ville, puisque les travaux ne débutèrent que bon nombre d'années plus tard.

### Bâtiment actuel

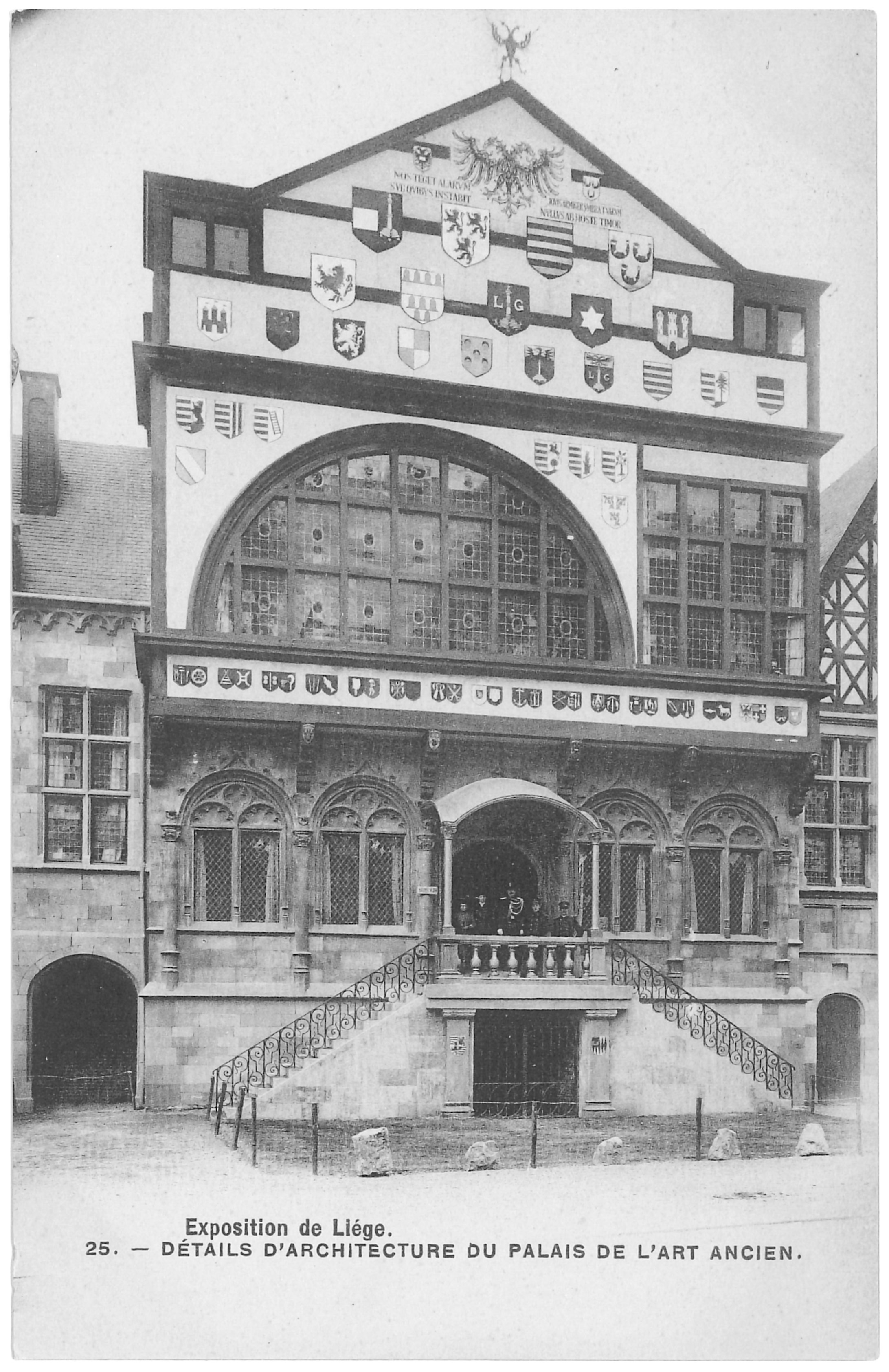
La façade de la Violette reconstituée pour l'Exposition universelle de Liège de 1905.

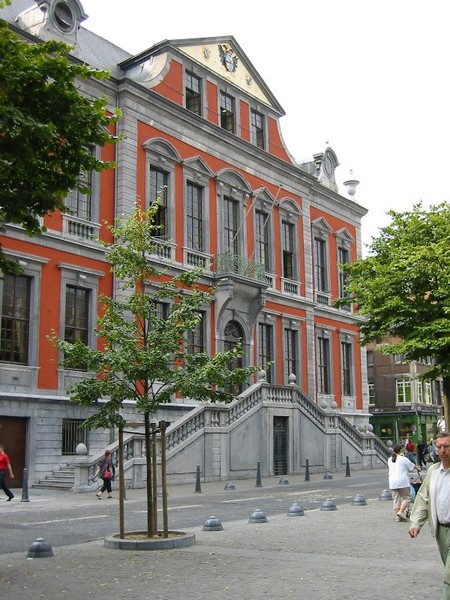
Hôtel de ville de Liège.

C'est en effet le 14 août 1714 que l'on voit la pose de la première pierre de l'hôtel de ville actuel. D'Auberat, l'architecte officiel du prince-évêque Joseph-Clément de Bavière, l'ingénieur Sarta et le frère dominicain Colomban délaissent le style gothique régional de l'ancienne bâtisse pour une construction classique aux lignes strictes et rationnelles, basée sur un plan en « U » et s'appuyant sur des substructions voûtées.  
Une médaille en bronze datée de 1714 attribuée à Gondolphe Duvivier commémore cet événement : sur la face avant se trouvent les armoiries du prince-évêque et les deux armoiries des bourgmestres de l'année et sur l'autre face, la Violette surmontée de la statue de Saint Lambert, saint patron de la ville, suivie d'un long texte.
De nombreux artistes, liégeois pour la plupart, consacrent leur talent à la décoration dans un esprit baroque. Aux peintures se rattachent les noms de Plumier, Jean Riga, Arnold Smitsen, Counet, Fisen, Jean Dumoulin, Jean-Baptiste Juppin, Coclers ; aux sculptures, ceux de Jean Hans, Hallet, Renier Panhay de Rendeux ; aux boiseries, ceux de Nicolas Delpaire et de Gilles Pirotte; à la ferronnerie, celui de Jean Tilman. L'habile stucateur italien Vasalli intervient dans l'exécution des plafonds tandis que Martin-Benoît Termonia assure le rehaussement coloré des stucs.
Les travaux durent quatre années, jusqu'en 1718, pour donner au nouvel hôtel de ville une image digne de ses importantes fonctions qui sont toujours les siennes aujourd’hui.

### Période belge

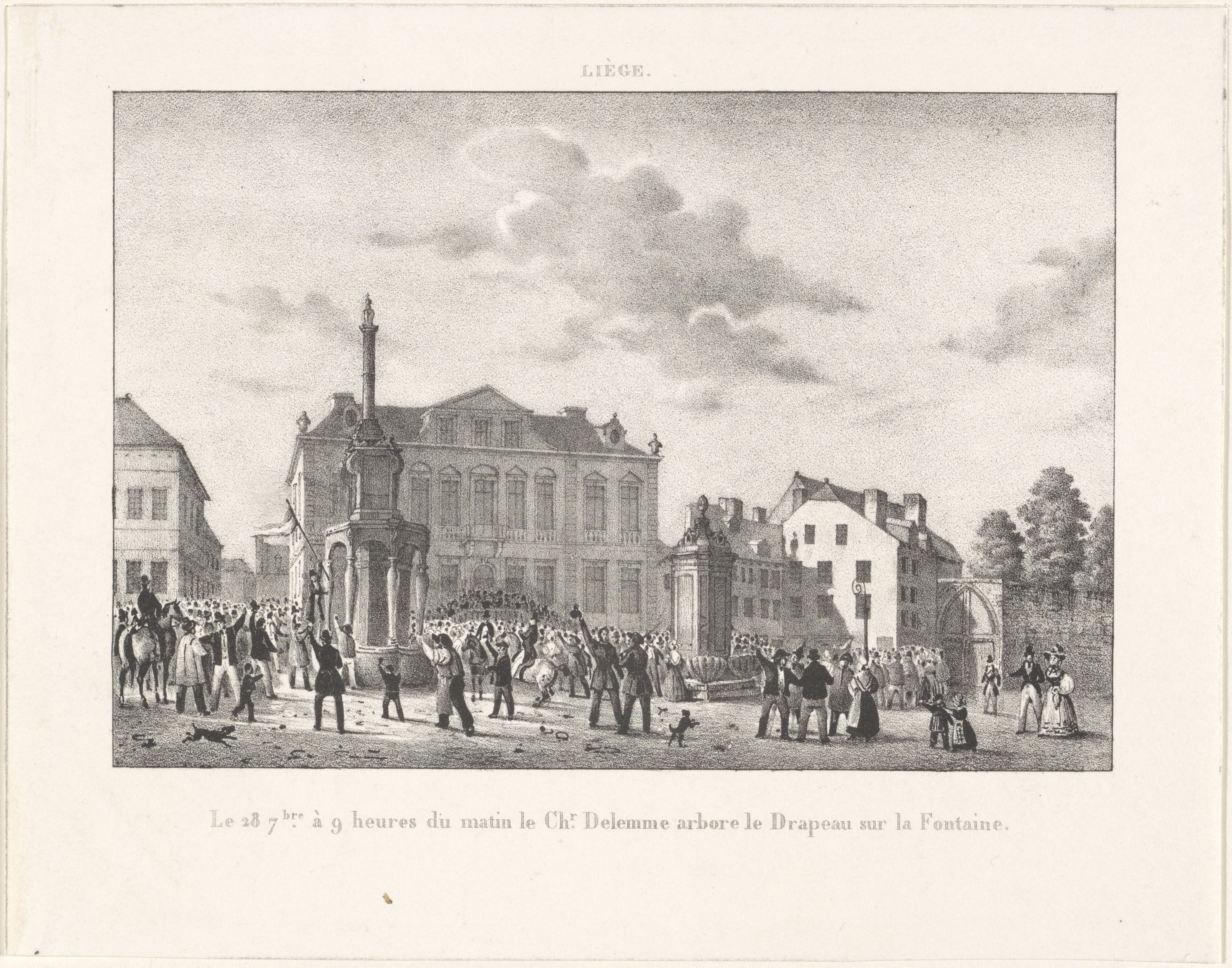
Le drapeau de la Belgique hissé sur le perron de Liège devant l'hôtel de ville le 28 septembre 1830, lors de la révolution belge.

Pour l'Exposition universelle de Liège de 1905, la façade du pavillon du Palais de l'art ancien comprenait une reconstitution de la Violette, avec les armoiries des bonnes villes de la Principauté de Liège surplombés par l'Aigle à deux têtes impérial du Saint-Empire romain germanique.
L'hôtel de ville de Liège est le prototype des hôtels de ville du pays liégeois et il a notamment servi de modèle pour ceux de Tongres et de Huy.

## Œuvres

### Salle des pas-perdus
Située dans une niche de la salle des pas perdus et réalisée en 1937 par le sculpteur Adelin Salle, la statue d'1,90 m de la Reine Astrid en marbre blanc représente la Reine présentant le prince Albert aux liégeois depuis le balcon de l'Hôtel de ville le 7 juillet 1935,.
Quatre Atlantes en chêne sculpté par Jean Hans entre 1717 et 1719 portent le balcon.
Au dessus des 6 portes de la salle se dressent des coquilles en plâtre réalisée en 1722 par Francisco Vasalli et abritant chacune un buste féminin réalisé par Jean Del Cour. Ces bustes se trouvaient originellement sur les colonnes de la fontaine du Perron, ils furent déplacés en 1717 par les bourgmestres Michel-Nicolas de Lohier et Louis-Lambert de Liverlo.

### Entre sol
La balustrade en fer forgé du balcon est réalisée par Jean Tilman entre  1717 et 1719. 

### Escaliers
L’ascension des escaliers est accompagnée de 28 caryatides, atlantes et éphèbes, sculptures en chêne de Jean Hans réalisé entre 1718 et 1723.

### Salle du Conseil

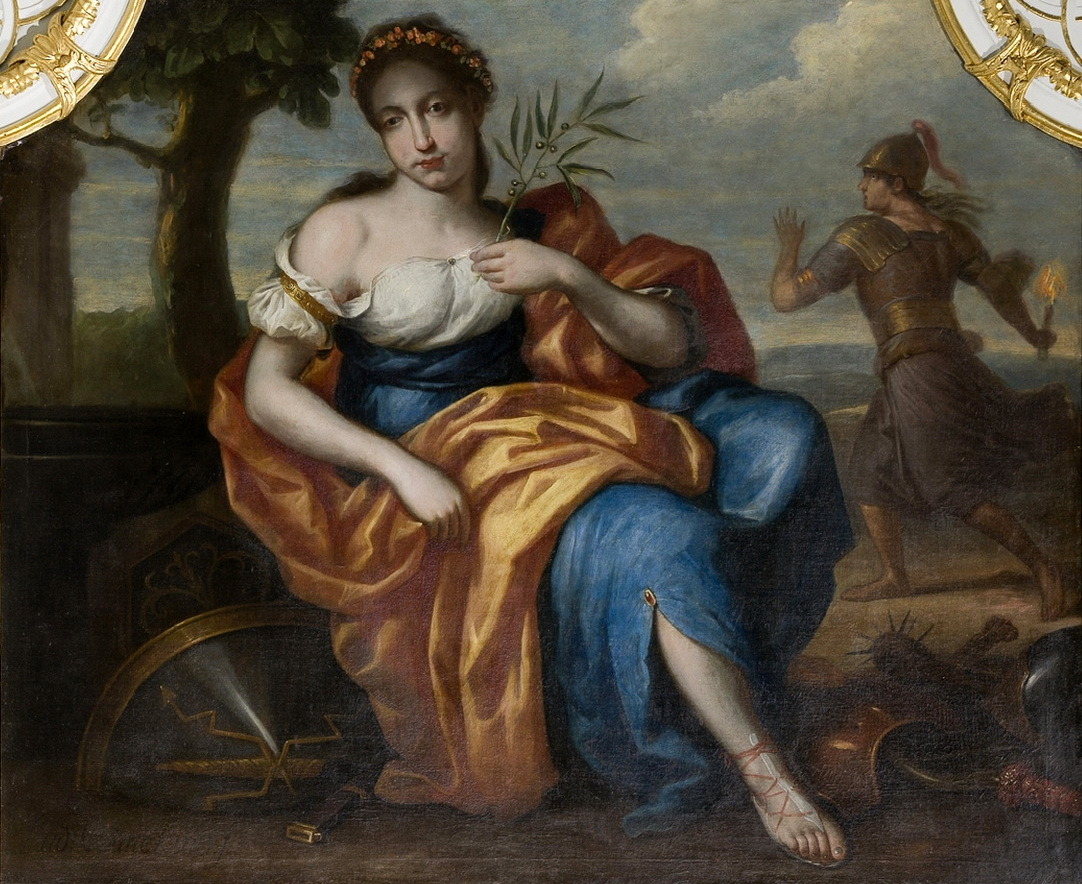
Allégorie de la Paix, de Louis Counet

Au plafond de la salle du conseil communal se trouve l’œuvre du peintre Jean Riga, Les trois vertus, réalisée en 1718-1719. Une série d'allégories, peintes par Louis Counet, ornent les différents dessus de porte.